# ジャスティン・レナード
ジャスティン・レナード（Justin Leonard、1972年6月15日 - ）は、アメリカ合衆国・テキサス州ダラス出身のプロゴルファー。1997年の全英オープンゴルフ優勝者である。テキサス大学卒業。これまでにアメリカPGAツアーで12勝を挙げている。身長175cm、体重77kg。

## 経歴
レナードはアマチュア選手時代、1992年の全米アマチュア選手権など多数のタイトルを獲得した。テキサス大学卒業後、1994年からプロゴルファーになり、プロ入り3戦目の「アンハイザー・ブッシュ・ゴルフ・クラシック」3位入賞により、1995年からPGAツアーのシード権を取得した。1996年8月の「ビュイック・オープン」でツアー初優勝。1997年の全英オープンゴルフは、1878年に創設された名門「ロイヤル・トルーン・ゴルフクラブ」の「オールド・コース」（パー71）で開かれた。レナードは4日間通算 12 アンダーパー（-12, 69＋66＋72＋65＝272ストローク）で回り、最終ラウンドで6打スコアを伸ばして、イェスパー・パーネビク（スウェーデン）、ダレン・クラーク（北アイルランド）、フレッド・カプルス（アメリカ）の3人を逆転した。これは彼にとって、PGAツアーの3勝目であった。全英オープン優勝の年、彼は米国と欧州の代表選手による団体戦「ライダーカップ」のアメリカ代表選手に選ばれた。
全英オープン初優勝から2年後の1999年、レナードはカーヌスティ・ゴルフリンクスの全英オープンで3人の選手によるプレーオフに敗れ、2度目の全英優勝を逃した。全英オープンの歴史に残る悪天候の大会で、3人が通算 6 オーバーパー（290ストローク）で並び、ジャン・バンデベルデ（フランス）、ポール・ローリー（スコットランド）とレナードの3人でプレーオフを争い、ローリーが初優勝を決めた。5年後の2004年、レナードは全米プロゴルフ選手権のプレーオフでビジェイ・シンに敗れた。これで彼は2度、ゴルフメジャー大会のプレーオフに敗れたことになる。その他は1997年のマスターズ7位（全英優勝前）がある。
その後もレナードはツアーで優勝を積み重ね、安定したゴルフ成績を維持している。彼はライダーカップのアメリカ代表選手としても、1997年・1999年・2008年の3度出場歴があり、2008年に4大会ぶり3度目の米国代表選手を務めた。夫人がマラソン愛好家であることから、レナード自身も2001年の「ホワイトロック・マラソン」（彼の故郷・ダラスで開催）に挑戦したことがある。

## ツアー優勝歴

### PGAツアー優勝 (12)
| No. | Date          | トーナメント                             | 優勝スコア               | 2位との差 | 2位（タイ）                                |
| --- | ------------- | ---------------------------------------- | ------------------------ | --------- | ------------------------------------------ |
| 1   | 1996年8月4日  | ビュイック・オープン                     | −22 (65-64-69-68=266)    | 5打差     | チップ・ベック                             |
| 2   | 1997年6月8日  | ケンパー・オープン                       | −10 (69-69-69-67=274)    | 1打差     | マーク・ウィビー                           |
| 3   | 1997年7月20日 | 全英オープン                             | −12 (69-66-72-65=272)    | 3打差     | ダレン・クラーク, イェスパー・パーネビック |
| 4   | 1998年3月29日 | ザ・プレーヤーズ・チャンピオンシップ     | −10 (72-69-70-67=278)    | 2打差     | グレン・デイ, トム・レーマン               |
| 5   | 2000年9月24日 | Westin Texas Open at LaCantera           | −19 (64-68-65-64=261)    | 5打差     | マーク・ウィビー                           |
| 6   | 2001年9月30日 | Texas Open at LaCantera                  | −14 (65-64-68-69=266)    | 2打差     | J.J.ヘンリー, マット・クーチャー           |
| 7   | 2002年4月21日 | WorldCom Classic - The Heritage of Golf  | −14 (67-64-66-73=270)    | 1打差     | ヒース・スローカム                         |
| 8   | 2003年3月16日 | ザ・ホンダ・クラシック                   | −24 (63-70-64-67=264)    | 1打差     | チャド・キャンベル, デービス・ラブ3世      |
| 9   | 2005年1月30日 | ボブ・ホープ・クライスラー・クラシック   | −28 (66-67-68-64-67=332) | 3打差     | ティム・クラーク, ジョー・オギルビー       |
| 10  | 2005年5月29日 | フェデックス・セントジュード・クラシック | −14 (62-65-66-73=266)    | 1打差     | デビッド・トムズ                           |
| 11  | 2007年10月7日 | バレロ・テキサス・オープン               | −19 (65-67-64-65=261)    | Playoff   | イェスパー・パーネビック                   |
| 12  | 2008年6月8日  | スタンフォード・セントジュード選手権     | −4 (68-73-67-68=276)     | Playoff   | ロバート・アレンビー, トレバー・イメルマン |

### その他の優勝
- 2000 CVSチャリティ・クラシック (with デービス・ラブ3世)